# Erclin
Der Erclin (manchmal auch: Erclain) ist ein Fluss in Frankreich, der im Département Nord in der Region Hauts-de-France verläuft. Er entspringt im Ortsgebiet der Gemeinde Maurois, entwässert generell in nordwestlicher Richtung durch die ehemalige Provinz Cambrésis und mündet nach 34 Kilometern in Thun-Saint-Martin als rechter Nebenfluss in die kanalisierte Schelde.

## Orte am Fluss
- Maurois
- Reumont
- Troisvilles
- Inchy
- Béthencourt
- Quiévy
- Saint-Hilaire-lez-Cambrai
- Saint-Vaast-en-Cambrésis
- Saint-Aubert
- Avesnes-les-Aubert
- Rieux-en-Cambrésis
- Thun-Saint-Martin